# 美国驻武汉总领事馆
美国驻武汉总领事馆（英語：Consulate General of the United States in Wuhan），简称武汉美领馆，是美國國務院在華中地區設置的外交代表處，始建於1861年，美國與中華人民共和國建交以後於2008年重新開館。現館址位於武漢市江岸区新华路396号武汉民生银行大厦5层、6层，領區範圍包括湖北省、湖南省、江西省、河南省。

## 历史

### 初设
清末，依清政府与外国政府缔结的天津条约（1858年）和北京条约（1860年），汉口被辟为长江沿岸最早的三个通商口岸（镇江、九江、汉口）之一，美国于1861年（咸丰十一年）4月在汉阳设立领事馆并开始派遣领事。从19世纪开始，英、法、俄、德、日五国在汉口开辟了租界，使汉口外国租界的数目在中国的各个通商口岸中仅次于天津，而租界中的繁荣使得共有十余个国家均选择在汉口租界区域开设领事馆，维护本国在中国中西部省份的利益。驻汉口的外国领事馆的辖区常常包括中国中西部的八九个省份，占中国本部十八行省的将近半数。
于此环境下，1905年，美国驻武汉总领事馆迁入现位于江岸区车站路1号的一栋红色砖墙、具有巴洛克风格的建筑中。这栋位于原汉口俄租界的建筑，曾是沙皇俄国贵族巴诺夫（J.K. Panoff）的宅邸。这栋建筑位于汉口俄租界和汉口法租界的边界上，同时临江，地处当时汉口的娱乐商业区和高级住宅区，与处于法租界内的东方汇理银行大楼相邻。
1937年11月，国民政府迁都至武汉时期，美国驻汉口领事馆大楼升格作为美国驻华大使馆使用近一年。
1941年12月，太平洋战争爆发，武汉美领馆闭馆，直至1945年日本投降后复馆。1949年5月解放军占领武汉并实施军事管制，美国停止向武汉派驻外交官员，并再次关闭了领事馆；到1949年闭馆前，18年间共派遣了55位领事官员。位于车站路的美国驻汉总领馆旧址，1995年经过改建和扩建后，成为武汉人才市场，并由于“历史文物建筑和有较高建筑艺术价值”，被评为湖北省一级文物保护单位。

### 重设
2008年11月20日，美国在汉口新世界国贸大厦47層重新设立驻武汉总领事馆，由第一代總領事白小琳（Wendy Pai Lyle）邀請駐華大使雷德率領大使館20多名館員主持剪綵，數百人與會，並由大使館總領事唐雷慧嫻（Linda L. Donahue）舉行美國簽證說明會。这是美利坚合众国在中华人民共和国境内建立的第五个总领事馆，也是1949年10月以来，外国政府在武汉建立的第二个总领事馆。2012年6月8日，时任美国驻华大使骆家辉宣布驻武汉领事馆将扩建并开始提供领事和签证服务。

### 扩建
2016年5月31日，时任美国驻武汉总领事周重山（Joseph Zadrozny）在出席美国农副产品在汉推介会时向媒体表示美国驻汉总领事馆将扩改建至位于汉口新华路的民生银行大厦，武汉总领事馆准备在新办公楼建成后全面开展领事服务。届时签证官将增至30人，本地雇员则将增至80人，初期每年办理赴美签证6万至7万份，最终签证能力将达每年20万份。2017年2月10日，扩建工程正式开工，时任美国驻华大使馆副館长、代理大使阮大为（David H. Rank）出席了开工仪式。
2020年1月2019冠状病毒病疫情爆发后，美國宣佈暫停美国驻武汉总领事馆營運，並安排包機將外交官和美國公民從武漢接回美國。之后随着疫情缓解，美國駐武漢總領事館定于6月22日重新运营。中國外交部證實，自6月底美國駐武漢總領館部分外交人員已返回武漢，恢復該館運營。
2023年3月30日起，武汉美领馆开始处理仅限于免面谈的非移民签证申请（适用于14岁以下的儿童、79岁以上的成人以及某些续签），由于总领事馆位于新世界国贸大厦的办公室没有签证面谈设施，此类申请均须通过代传递服务提交。美国公民服务方面则仅提供紧急和特殊的美国公民服务。
2024年3月28日，武汉美领馆举行新馆落成典礼，搬迁至民生银行大厦并开始提供完整的美国公民服务，2024年5月6日开始提供F、M、J类型的学习和交流签证面谈服务，6月3日起提供B类签证面谈服务。目前总领馆除提供F、M 和 J 类签证外，还提供技术工人和船员、机组人员的C1/D、H1B等和其他所有类别的非移民签证服务，也将继续提供全面的美国公民服务。
2025年7月18日，武汉美领馆暂停所有签证面谈预约，通过社交媒体发布公告称由于民生银行大厦的物业经常性延迟开启大楼空调，导致领事馆面签等待区上午的室温高达不安全的33摄氏度，大楼物业还设置额外的安保程序，导致申请人需在无遮阳设施的户外长时间等待，领馆将与大楼物业协调改善条件，在能确保申请人和领馆员工的健康与安全后再恢复签证服务。7月30日，美领馆通过社交媒体发布公告称在当地政府官员和大楼业主的支持下，条件已经得到改善，领事馆已于8月4日恢复常规签证预约。

## 相關條目

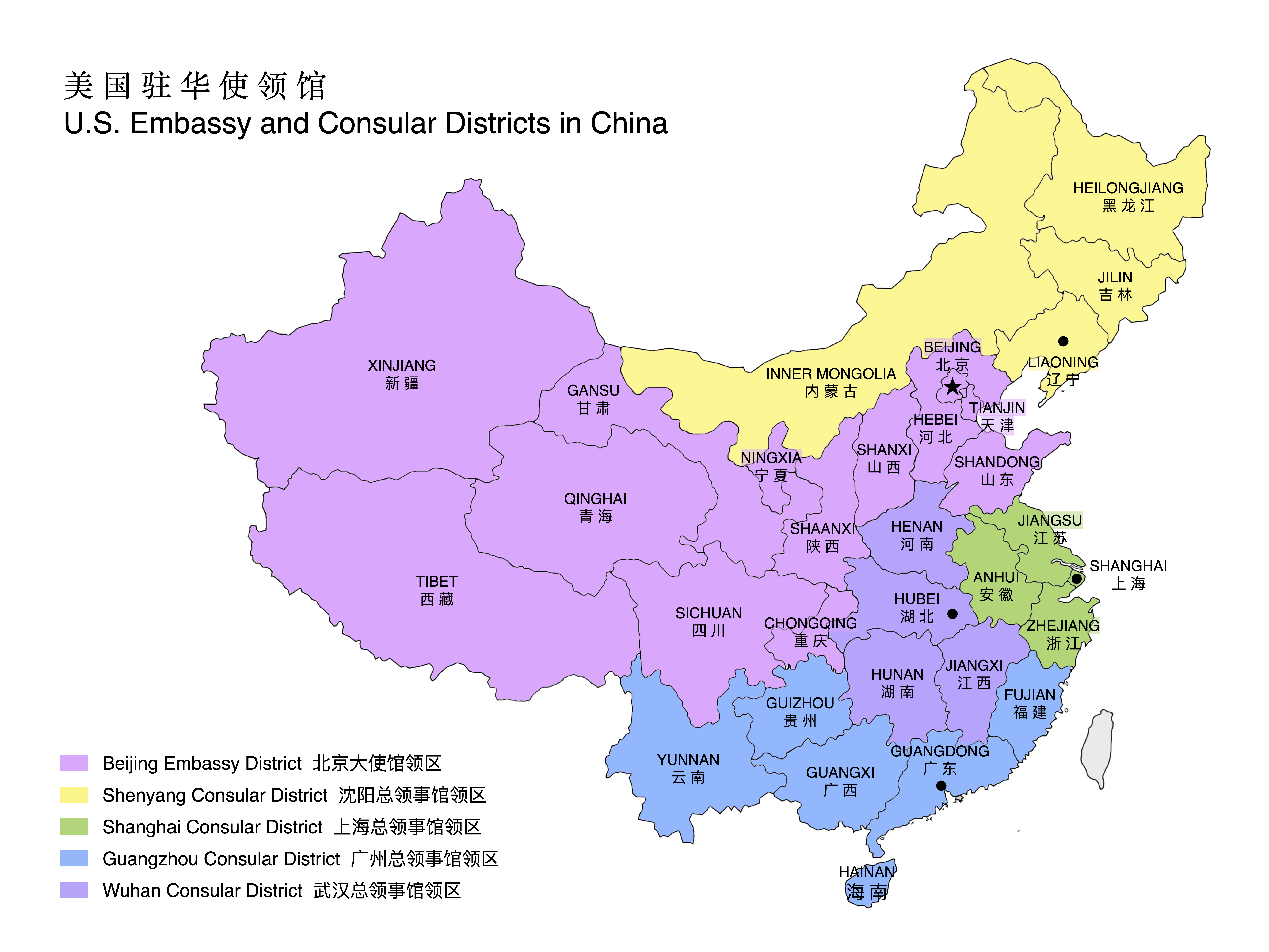
图中紫色的地区为美国驻武汉总领事馆的领区范围